# World Soccer
World Soccer — специализированный журнал о футболе, выпускаемый британским издательством Kelsey Media. Особенностью журнала World Soccer является широкий географический охват футбола в различных регионах мира - не только в Европе и Южной Америке. World Soccer является членом ассоциации европейских спортивных изданий European Sports Magazines (ESM), куда также входят такие известные издания, как A Bola, Don Balón, Kicker, La Gazzetta dello Sport и «Спорт-Экспресс». Члены этой группы избирают европейскую «Команду месяца», и европейскую «Команду года».
С 1982 года World Soccer также вручает премии «Игрок года», «Тренер года» и «Команда года». С 2005 года также стали вручаться награды лучшему «Молодому игроку года» и «Рефери года». В декабре 1999 года World Soccer опубликовал результаты опроса по 100 величайшим футболистам XX века. Список был сформирован по результатам голосования читателей.
В 2010 году журнал отметил своё 50-летие серией статей, связанных с важными событиями, прошедшими за 50 лет в международном футболе.